# Xã đặc quyền Kinross, Michigan
Xã Kinross (tiếng Anh: Kinross Township) là một xã thuộc quận Chippewa, tiểu bang Michigan, Hoa Kỳ. Năm 2010, dân số của xã này là 7.561 người.